# PAL NWS
PAL, voorheen SCEPTR en PAL NWS, is een Vlaams-nationalistische rechts-conservatieve politieke nieuwswebsite die zich toelegt op 'harde thema's' die volgens de redactie in de mainstreammedia verwaarloosd worden. Op 10 februari 2021 veranderde de naam van het medium naar PAL NWS. De nieuwe naam verwijst naar het conservatieve en Vlaamsgezinde weekblad 't Pallieterke. Rond de jaarwisseling 2023/2024 werd de naam opnieuw gewijzigd, ditmaal naar PAL.

## Geschiedenis
SCEPTR werd gelanceerd op 8 december 2016, exact 25 jaar na de officiële ontmanteling van de Sovjet-Unie. Initiatiefnemers zijn mensen achter het weekblad 't Pallieterke. Voormalig preses van KVHV Gent en woordvoerder van de Vlaamse Volksbeweging Jonas Naeyaert werd de eerste hoofdredacteur. Hij vond de reguliere pers te ideologisch links gekleurd en belerend en wilde zich met SCEPTR toeleggen op het brengen van harde feiten.
Bij de lancering profileerde de website zich als 'meer nieuwsgericht' dan Doorbraak.be en 'meer identiteitsgericht' dan newsmonkey. Men spiegelde zich bij die gelegenheid aan het Amerikaanse Breitbart News. Tom Cochez betwijfelde de journalistieke meerwaarde wegens het nagenoeg ontbreken van journalisten. De hoofdredacteur stuurt een team van freelancers aan dat in november 2018 volgens de website 46 bijdragers telde, onder wie Sid Lukkassen, Theodore Dalrymple en Thierry Debels. Ook Dries Van Langenhove, oprichter van Schild & Vrienden, was er redacteur van december 2016 tot september 2017.
Op 18 december 2017 richtten Karl Van Camp, Wart Van Schel en Frans Crols SCEPTR VZW op, waarin het digitaal nieuwsplatform SCEPTR werd ondergebracht. Begin 2018 berichtte SCEPTR over de aanwerving van ex-Groen Beveren-bestuurslid Jihad van Puymbroeck als socialemediaredacteur bij de VRT, wat mede door breed gedeelde internetmemes tot veel ophef leidde.
Eind 2019 stopte Jonas Naeyaert als hoofdredacteur en werd persverantwoordelijke bij het Vlaams Belang. Hij werd ad interim vervangen door voormalig N-VA parlementair medewerker Carl Deconinck.
Op 10 februari 2021 ging SCEPTR op in weekblad 't Pallieterke in de vorm van PAL NWS. Het hoopt daarmee een "volwaardig alternatief te kunnen bieden voor de grote mediagroepen, die zich vrijwel exclusief richten op de politiek-correcte thema’s". Voormalig Het Laatste Nieuws-redacteur Wim De Smet werd hoofdredacteur. Eind 2022 werd hij opgevolgd door Pieter Van Berkel.